# Urceolella papillaris
Urceolella paillaris (Bull.) Boud. – gatunek grzybów z typu Leotiomycetes.

## Systematyka i nazewnictwo
Pozycja w klasyfikacji według Index Fungorum: Urceolella, Incertae sedis, Helotiales, Leotiomycetidae, Leotiomycetes, Pezizomycotina, Ascomycota, Fungi.
Po raz pierwszy zdiagnozował go w 1790 r. Jean Baptiste François Bulliard, nadając mu nazwę Peziza papillaris. Obecną nazwę nadał mu Jean Louis Émile Boudier w 1907 r. Ma kilkanaście synonimów. Niektóre z nich:
- Dasyscyphus papillaris (Bull.) J. Schröt. 1893
- Trichopeziza variecolor (Fr.) Raitv. 1987[2].

## Zasięg występowania i siedlisko
W Polsce M.A. Chmiel w 2006 r. przytoczyła jedno tylko stanowisko, podane w 1930 r. na martwych, leżących na ziemi gałązkach dębu.